# Lasiopogon akaishii
Lasiopogon akaishii là một loài ruồi trong họ Asilidae. Lasiopogon akaishii được Hradský miêu tả năm 1981. Loài này phân bố ở vùng Cổ Bắc giới.